# Gletscherbär
Der Gletscherbär (Grammia quenseli) ist ein Schmetterling (Nachtfalter) aus der Unterfamilie der Bärenspinner (Arctiinae).

## Beschreibung
Die Falter erreichen eine Flügelspannweite von 26 bis 42 Millimetern. Ihre Vorderflügel sind schwarz mit verschieden breiten, hellgelb nachgezogenen Flügeladern. Bei den Weibchen sind diese Adern satter gefärbt. Die Hinterflügel sind dunkelgrau bis schwarz und haben am Ende eine etwas kräftiger gelbe Zeichnung.
Die Raupen werden ca. 30 Millimeter lang. Sie sind schwarz und haben eine feine, helle Rückenlinie. Sie haben am Rücken schwarze, auf den Seiten gelbe Warzen, aus denen jeweils ein Büschel aus dichten, dicken Haaren entspringt. Die Haare sind auf dem Rücken schwarzgrau, auf den Seiten hell und nach unten hin ins rötlich-braune gehend.

### Ähnliche Arten
- Wegerichbär (Parasemia plantaginis)

## Vorkommen
Die Tiere kommen in Mitteleuropa in den Zentralalpen zwischen 2000 und 2700 m auf grasigen Alpenmatten und Geröllfeldern vor und sind sehr selten. Sie kommen auch im nördlichen Skandinavien vor, in Deutschland aber nicht.

## Lebensweise
Sie sind tagaktiv, die Weibchen fliegen aber nur bei warmen Temperaturen.

## Nahrung der Raupen
Die Raupen ernähren sich von den Blättern verschiedener niedriger alpiner Pflanzen wie z. B.:
- Alpen-Frauenmantel (Alchemilla alpina)
- Alpen-Wegerich (Plantago alpina)

In der Zucht fressen sie auch gerne den Gewöhnlichen Löwenzahn (Taraxacum sect. Ruderalia).

## Entwicklungsgang
Die Weibchen lassen ihre Eier einfach von der Luft aus fallen. Die daraus schlüpfenden Raupen verstecken sich tagsüber unter Steinen und kommen erst nachts zum Fressen hervor. Nachdem sie zweimal überwintern verpuppen sie sich in einem sehr festen und mit Pflanzenteilen durchsetzten Gespinst, anders als alle anderen alpinen Bärenspinnerarten, die sich unter Steinen verpuppen.